# Bezirk Wadowice

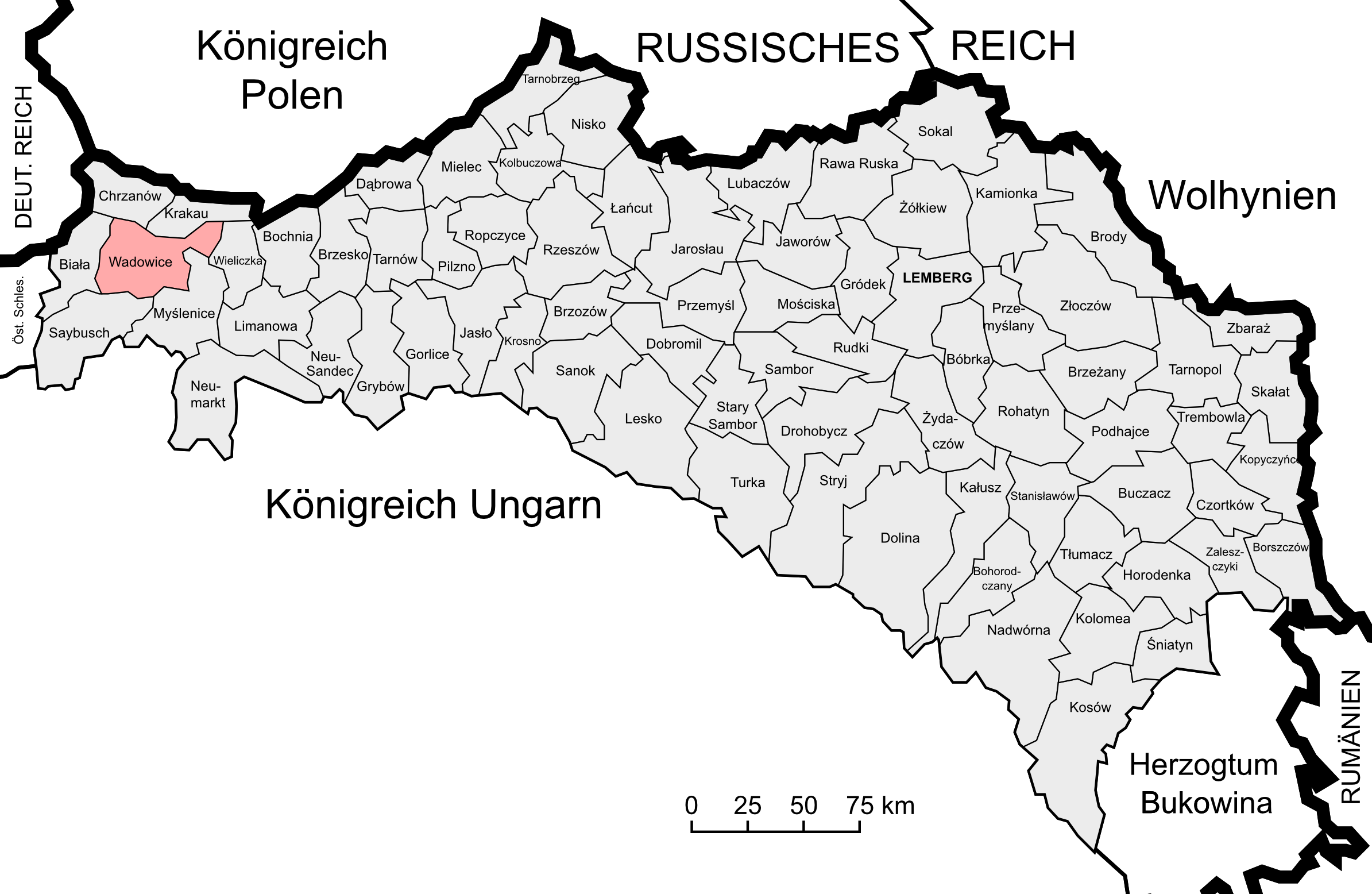
Lage des Bezirks Wadowice im Kronland Galizien und Lodomerien

Der Bezirk Wadowice war ein politischer Bezirk im Kronland Galizien und Lodomerien. Sein Gebiet umfasste Teile Westgaliziens in der heutigen Woiwodschaft Kleinpolen, Sitz der Bezirkshauptmannschaft war die Stadt Wadowice. Nach dem Ersten Weltkrieg musste Österreich den gesamten Bezirk an Polen abtreten.
Er grenzte im Nordwesten an den Bezirk Oświęcim, im Norden an den Bezirk Krakau, im Nordosten an den Bezirk Podgórze, im Südosten an den Bezirk Myślenice, im Süden an den Bezirk Żywiec sowie im Westen an den Bezirk Biała.

## Geschichte
Ein Vorläufer des späteren Bezirks (Verwaltungs- und Justizbehörde zugleich) wurde zum Ende des Jahres 1850 geschaffen, die Bezirkshauptmannschaft Wadowice war dem Regierungsgebiet Krakau unterstellt und umfasste folgende Gerichtsbezirke:
- Gerichtsbezirk Wadowice
- Gerichtsbezirk Zator
- Gerichtsbezirk Myślenice
- Gerichtsbezirk Landskron

Nachdem im Juni 1849 die allgemeinen Grundzüge der Gerichts- und Verwaltungsreform  durch Kaiser Franz Joseph I. genehmigt worden waren, legten die Ministerien des Inneren, der Finanz und der Justiz 1854 die neue Verwaltungs- und Justizeinteilung fest. Auf oberster Ebene wurden die beiden Verwaltungsgebiete Krakau (Westgalizien) und Lemberg (Ostgalizien) geschaffen, darunter folgten die Kreise und die Amtsbezirke. Bei den Bezirksämtern handelte es sich vorerst um gemischte Behörden, denen Aufgaben der Politik, Verwaltung und Justiz zukamen, weshalb der Bezirk Wadowice anfangs deckungsgleich mit dem Gerichtsbezirk Wadowice war.
Die Errichtung dieser gemischten Bezirksämter wurde schließlich per 29. September 1855 amtswirksam,
wobei der Bezirk Wadowice gemeinsam mit den Bezirken Andrychów, Biała, Jordanów, Kalwarya, Kenty, Maków, Milówka, Myślenice, Oświęcim, Seypusch, Skawina und Ślemień den Kreis Wadowice bildete.
Nachdem die Kreisämter Ende Oktober 1865 abgeschafft worden und deren Kompetenzen auf die Bezirksämter übergegangen waren,
schuf man nach dem Österreichisch-Ungarischen Ausgleich 1867 auch die Einteilung des Landes in zwei Verwaltungsgebiete ab. Zudem kam es im Zuge der Trennung der politischen von der judikativen Verwaltung zur Schaffung von getrennten Verwaltungs- und Justizbehörden. Während die gerichtliche Einteilung weitgehend unberührt blieb, fasste man Gemeinden mehrerer Gerichtsbezirke zu Verwaltungsbezirken zusammen.
Der neue politische Bezirk Wadowice wurde aus folgenden Bezirken gebildet:
- Bezirk Wadowice
- Bezirk Andrychów
- Teilen des Bezirks Kalwaryja (ohne die Gemeinden Sułkowice, Biertowice)
- Teilen des Bezirks Maków (Gemeinden Budzów, Marcówka und Zembrzyce)
- Teilen des Bezirks Oświęcim (Gemeinden Kolipowieckie, Podolsze und Przeciszów)
- Teilen des Bezirks Ślemień (Gemeinden Śleszowice Dolne und Śleszowice Górne)
- Teilen des Bezirks Skawina (Gemeinden Borek Szlachecki, Facimiech, Gołuchowice, Krzęcin, Ochodza, Polanka Haller und Zelczyna)

Im Gegensatz zu anderen Kronländern waren durch diese Bestimmungen Gerichtsbezirke auf mehrere politische Bezirke verteilt worden. Um diese Situation zu bereinigen, kam es 1878 zu einer umfassenden Gebietsreform der Gerichtsbezirke. Im Zuge der Reform traten die Gerichtsbezirke Skawina, Oświęcim und Ślemień die dem Bezirk Wadowice zugeteilten Gemeinden an den Gerichtsbezirk Wadowice ab; die im Bezirk Myślenice liegenden Gemeinden der Gerichtsbezirke Maków und Kalwaryja kamen an den Gerichtsbezirk Myślenice. Daneben wurden Gemeinden auch innerhalb des Bezirks Wadowice zwischen den Gerichtsbezirken getauscht. Durch die am 1. August 1878 wirksam gewordene Gebietsreform bestand der Bezirk Wadowice ab diesem Zeitpunkten aus den Gerichtsbezirken Andrychów, Kalwaryja und Wadowice.
Per 1. Oktober 1891 kam der Gerichtsbezirk Zator hinzu, der aus Teilen der Gerichtsbezirke Wadowice und Andrychów gebildet wurde.
Am 1. Juli 1910 wurde der Gerichtsbezirk Zator aus dem Bezirksgebiet ausgegliedert und dem neugegründeten Bezirk Oświęcim zugeschlagen.
Der Bezirk Wadowice bestand bei der Volkszählung 1910 aus 87 Gemeinden sowie 64 Gutsgebieten
und umfasste eine Fläche von 666 km². Hatte die Bevölkerung 1900 noch 88.554 Menschen umfasst, so lebten 1910 hier 95.339 Menschen.
Auf dem Gebiet lebten dabei fast ausschließlich Menschen mit polnischer Umgangssprache (99 %) und römisch-katholischem Glauben, Juden machten rund 3,5 % der Bevölkerung aus.

## Ortschaften
Auf dem Gebiet des Bezirks bestanden 1910 Bezirksgerichte in Andrychów, Kalwaryja und Wadowice, diesen waren folgende Orte zugeordnet:
Gerichtsbezirk Andrychów
- Markt Andrychów
- Brzezinka ad Andrychów
- Frydrychowice
- Głębowice
- Inwałd
- Nidek
- Roczyny
- Rzyki
- Sułkowice
- Targanica
- Wieprz
- Zagórnik

Gerichtsbezirk Kalwarya
- Baczyn
- Barwałd Górny
- Benczyn
- Brody
- Brzezinka ad Kopytówka
- Bugaj
- Dąbrówka
- Harbutowice
- Izdebnik
- Jaśkowice
- Jastrzębia
- Markt Kalwarya
- Kopytówka
- Stadt Lanckorona
  - 3 Ortsteile
  - Jastrzebia
  - Lanckorona
  - Łaśnica
- Leńcze Górne
- Leśnica
- Palcza
- Paszkówka
- Podchybie
- Podolany
- Przytkowice
- Skawinki
- Sosnowice
- Stanisław Dolny
- Stanisław Górny
- Stronie
- Stryszów
- Wielkie Drogi
- Wysoka
  - 2 Ortsteile
  - Radocka Góra
  - Wysoka
- Zachełmna
- Zakrzów
- Zarzyce Małe
- Zarzyce Wielkie
- Zebrzydowice

Gerichtsbezirk Wadowice
- Babica
- Barwałd Dolny
- Barwałd Średni
- Brzeźnica
- Chocznia
- Gorzeń Dolny
- Gorzeń Górny
- Jaroszowice
- Jaszczurowa
  - 2 Ortsteile
  - Jamniki
  - Jaszczurowa
- Kaczyna
- Klecza Dolna
- Kosowa
- Koziniec
- Łękawica
- Lgota
- Marcówka
- Marcyporęba
- Mucharz
- Nowe Dwory
- Ponikiew
  - 2 Ortsteile
  - Ponikiew
  - Hobot
- Radocza
- Roków
- Skawce
- Śleszowice
- Świnna Poręba
- Tarnawa
  - 2 Ortsteile
  - Tarnawa Dolna
  - Tarnawa Górna
- Tłuczań Dolna
- Tłuczań Górna
- Tomice
- Stadt Wadowice
- Witanowice
- Woźniki
- Zawadka
- Zembrzyce
- Zygodowice